# Habitual
Der Habitual(is) (auch: Habituativ, habituelle Interpretation, zu dem Adjektiv habituell für „wiederkehrend“ oder „gewohnheitsmäßig“) ist eine grammatische Kategorie und eine Unterkategorie der durativen Aktionsart. Es handelt sich um einen Bedeutungstyp in der Interpretation eines Verbs, nämlich eine Interpretation als gewohnheitsmäßige Handlung.
Die habituelle Aktionsart ist dem Frequentativ benachbart (der mehrfachen Wiederholung eines Ereignisses), wird aber meistens dagegen abgegrenzt (siehe den verlinkten Artikel für Einzelheiten).
Eine habituelle Interpretation kann in vielen Sprachen durch eine Verbform des imperfektiven (unvollendeten) Aspekts signalisiert werden. Dies kann z. B. ein Hilfsverb sein oder eine spezielle Verbform. Daneben sind (v. a. in Sprachen ohne Aspektsystem) auch Umschreibungen oder Wortbildungsverfahren möglich (das deutsche „pflegen“ wird nicht als Hilfsverb bezeichnet). Beispiele:
- Deutsch: er pflegte zu gehen
- Englisch: he used to go „er ging gewöhnlich/normalerweise“
- Englisch: Unfortunately, he drinks too much coffee. (Habituelle Interpretation durch einfaches Präsens statt Progressiv bezeichnet.)
- Latein: fact-it-are „gewöhnlich machen, gewerbsmäßig betreiben“
- Hausa: yakàn tàfi „er geht/ging gewöhnlich“

In der Literatur wird teilweise unterschieden zwischen dem Habitual als einer speziellen Verbform der Vergangenheit in manchen Sprachen (auch „Iterativpräteritum“) und einem Habituativ als der allgemeinen Aktionsart der gewohnheitsmäßigen (habituellen) Ausführung einer Handlung.